# 高橋重憲
高橋 重憲（たかはし しげのり、1974年10月14日 - ）は、中京テレビ放送 (CTV) のアナウンサー。2011年6月から2024年6月までは報道局勤務。愛知県名古屋市緑区出身。身長181cm。血液型A型。

## 来歴
名古屋学院高等学校（現名古屋高等学校）を経て名古屋学院大学卒業。高校では生徒会長を務めた。大学では放送研究会に所属し、先輩の青木さやかとDJを務めた経験を持つ。
大学卒業後、1998年に南日本放送にアナウンサーとして入社。同局在籍時には主にラジオ番組のパーソナリティを務めていた。
南日本放送を退社後、2001年7月に中京テレビへ移籍。主に報道・情報系番組のキャスターやリポーター、ナレーターなどを担当した。
その後、2011年6月20日をもって編成局アナウンス部から報道局報道部へ異動。記者、デスク、岐阜支局を担当後、番組プロデューサーに。
2024年6月、アナウンス部へ異動。13年ぶりにアナウンサーに復帰した。

## 人物
趣味は旅行、ドライブ、温泉。特技は料理（イタリアでの修行経験あり）、書道（準特待生資格を有する）。得意なスポーツはテニス、バスケットボール。

## 担当番組
- キャッチ！（ナレーター）
- ニュース番組全般

## 過去の担当番組

### 南日本放送
- 高橋重憲のシングルナビ
- ラジオDE夜（火曜パーソナリティ）
- 話題中心蔵
- 土曜ワイド うねうねウィークエンド
- T's up Music

### 中京テレビ
- NNNニュースダッシュ 中京テレビローカルパート
- スポーツ中継（高校サッカー・ボクシング）[6]
- 中京テレビ・ブリヂストンレディスオープン[6]
- 中京テレビニュースプラス1 （ナレーター）
- ほっとてれび（「NNNニュースダッシュ」担当）
- アンデュ（ナレーター）
- 特報!EXPOプレス（金曜メインキャスター）
- 中京テレビNEWSリアルタイム（リポーター・ナレーター）
- エミエミ（スタジオ進行・リポーター）
- NNNストレイトニュース 中京テレビローカルパート（水曜・木曜・金曜キャスター）
- news every. 中京テレビローカルパート（ナレーター）
- NEWS ZERO 中京テレビローカルパート
- サタメン!!! （ナレーター）